# Phyllonycteris
Phyllonycteris es un género de murciélagos de la familia Phyllostomidae. Es originario del Caribe.

## Especies
- Phyllonycteris aphylla (Miller, 1898)
- †Phyllonycteris major Anthony, 1917
- Phyllonycteris poeyi Gundlach, 1860